# Сіріпхон Ампаіфенг
Сіріпхон Ампаіфенг (тай. ศิริพร อำไพพงษ์ Siriphon Amphaiphong) або Нанг (тай. นาง);  — таїландська співачка та відома акторка. Більшість її пісень – це сентиментальні балади. Вона випустила вісім альбомів між 2001 і 2004 роками і вважається однією з найпопулярніших фолк-співачок Таїланду.

## Дискографія
- Parinya Jai (ปริญญาใจ)
- Raeng Jai Rai Wan (แรงใจรายวัน)
- Puea Mae Pae Bo Dai (เพื่อแม่แพ้บ่ได้)
- Phoo Ying Lai Mue (ผู้หญิงหลายมือ)